# Jeux paralympiques d'été de 1996
Les Jeux paralympiques d'été de 1996, Xes Jeux paralympiques d'été, se déroulent à Atlanta du 16 au 25 août 1996.

## Les sports pratiqués

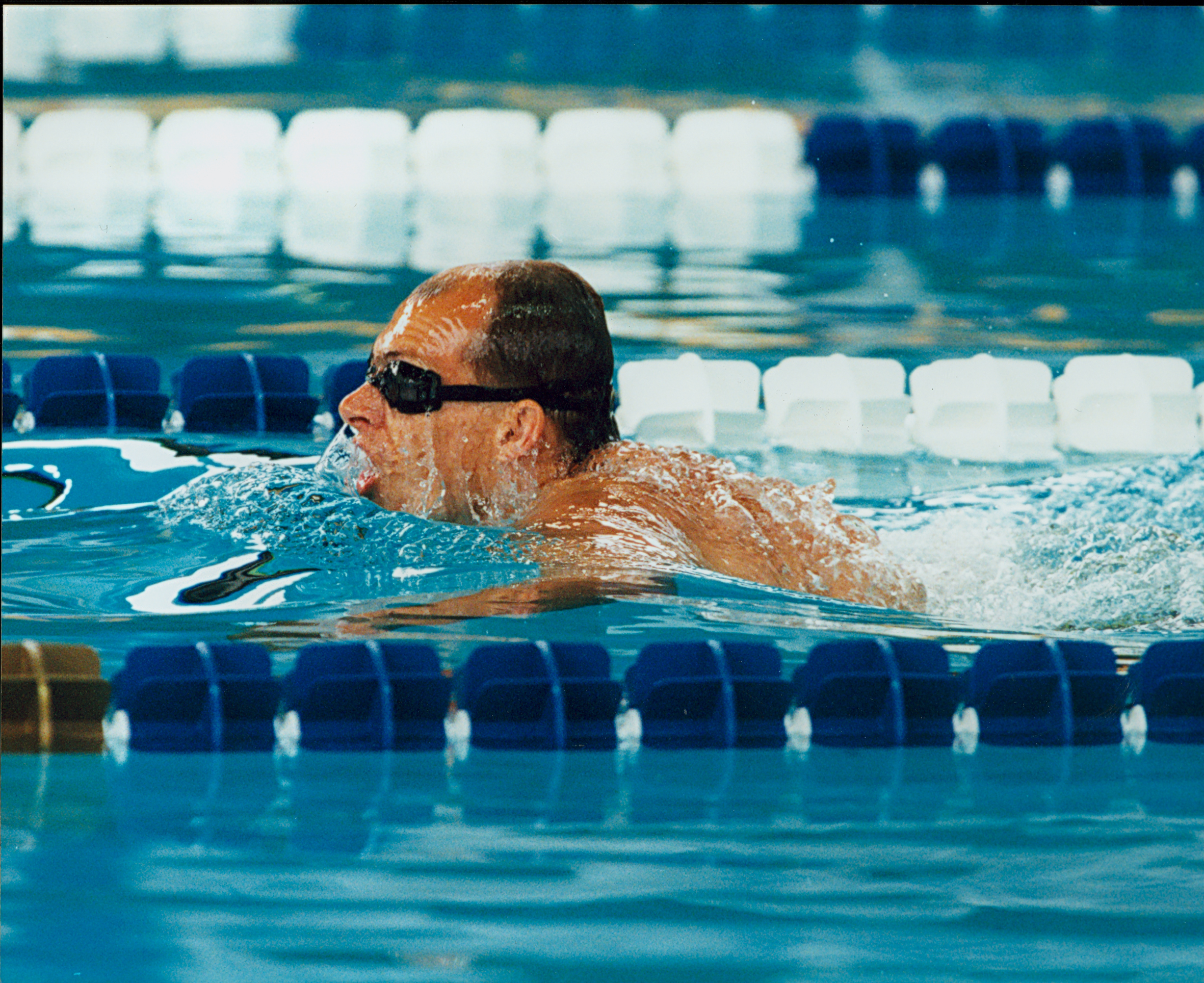
L'Australien Kingsley Bugarin aux Jeux paralympiques de 1996.

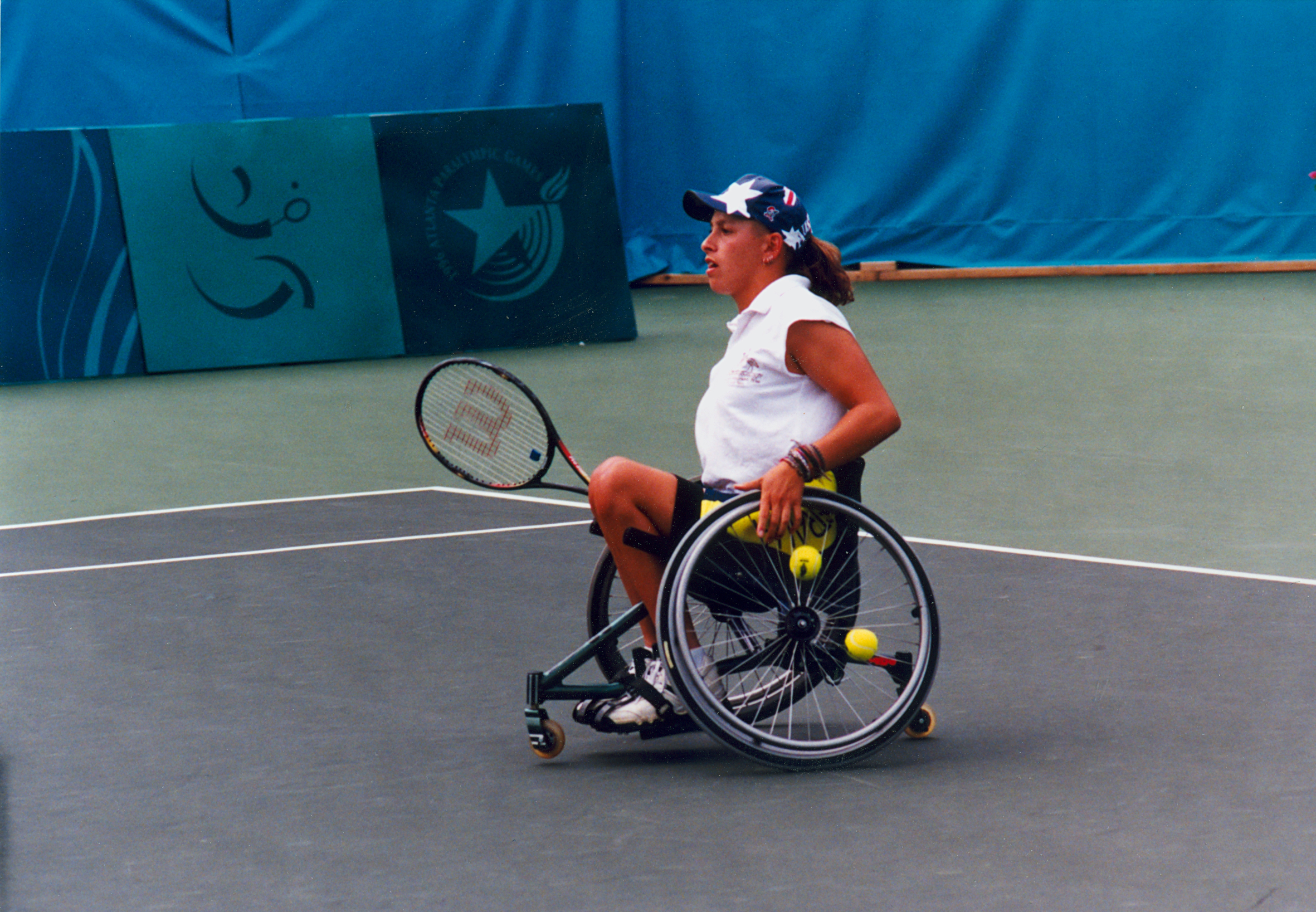
L'Australienne Daniela Di Toro.

20 sports ont donné lieu à des épreuves :
- Athlétisme
- Basket-ball en fauteuil roulant
- Boccia
- Bowls (démonstration)
- Cyclisme
- Équitation
- Escrime en fauteuil roulant
- Football à 7
- Goal-ball
- Haltérophilie
- Judo
- Natation
- Racquetball (démonstration)
- Rugby en fauteuil roulant (démonstration)
- Tennis en fauteuil roulant
- Tennis de table
- Tir à l'arc
- Tir sportif
- Voile
- Volley-ball assis

## Tableau des médailles

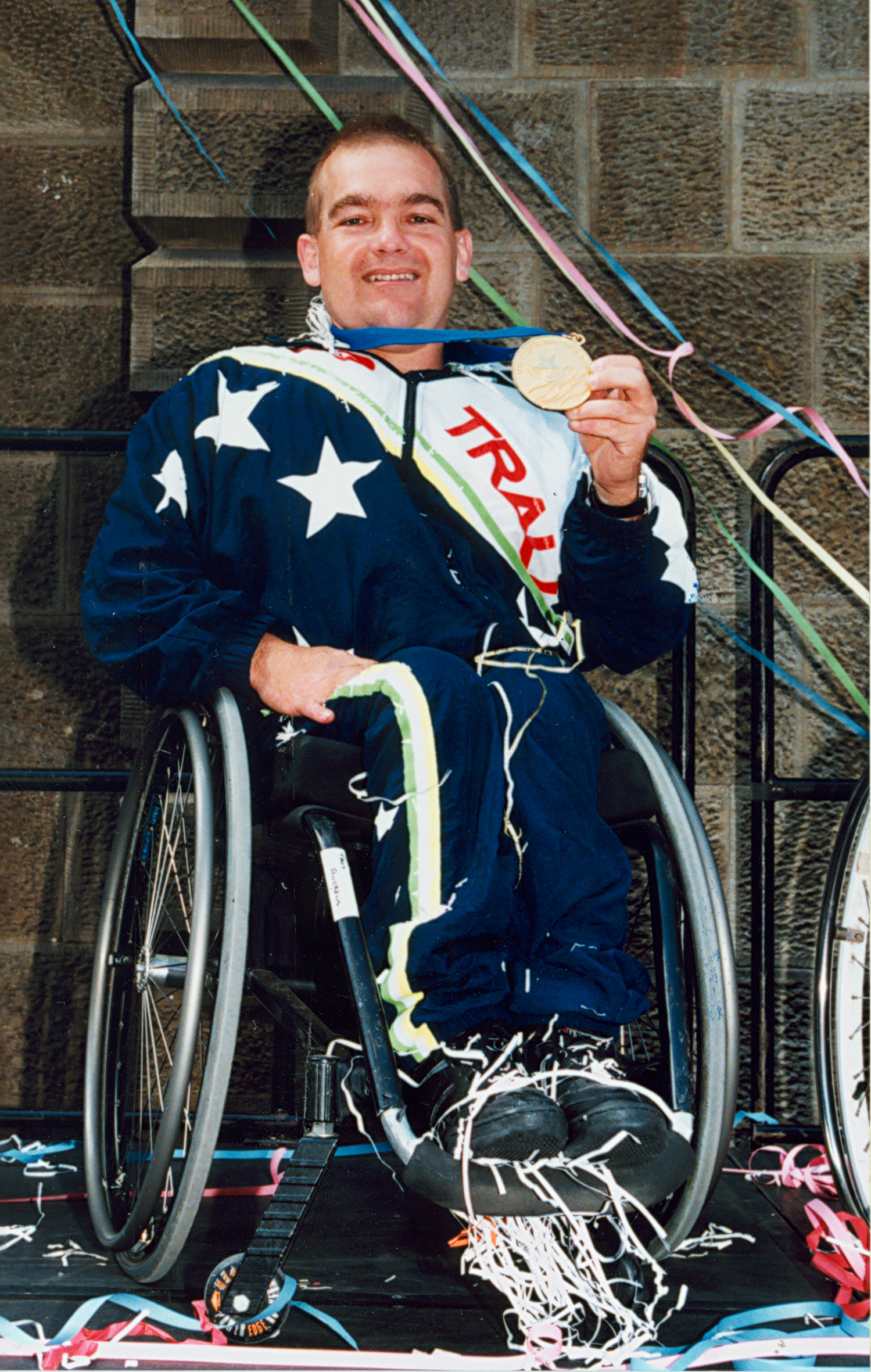
Médaille des jeux paraolympiques.

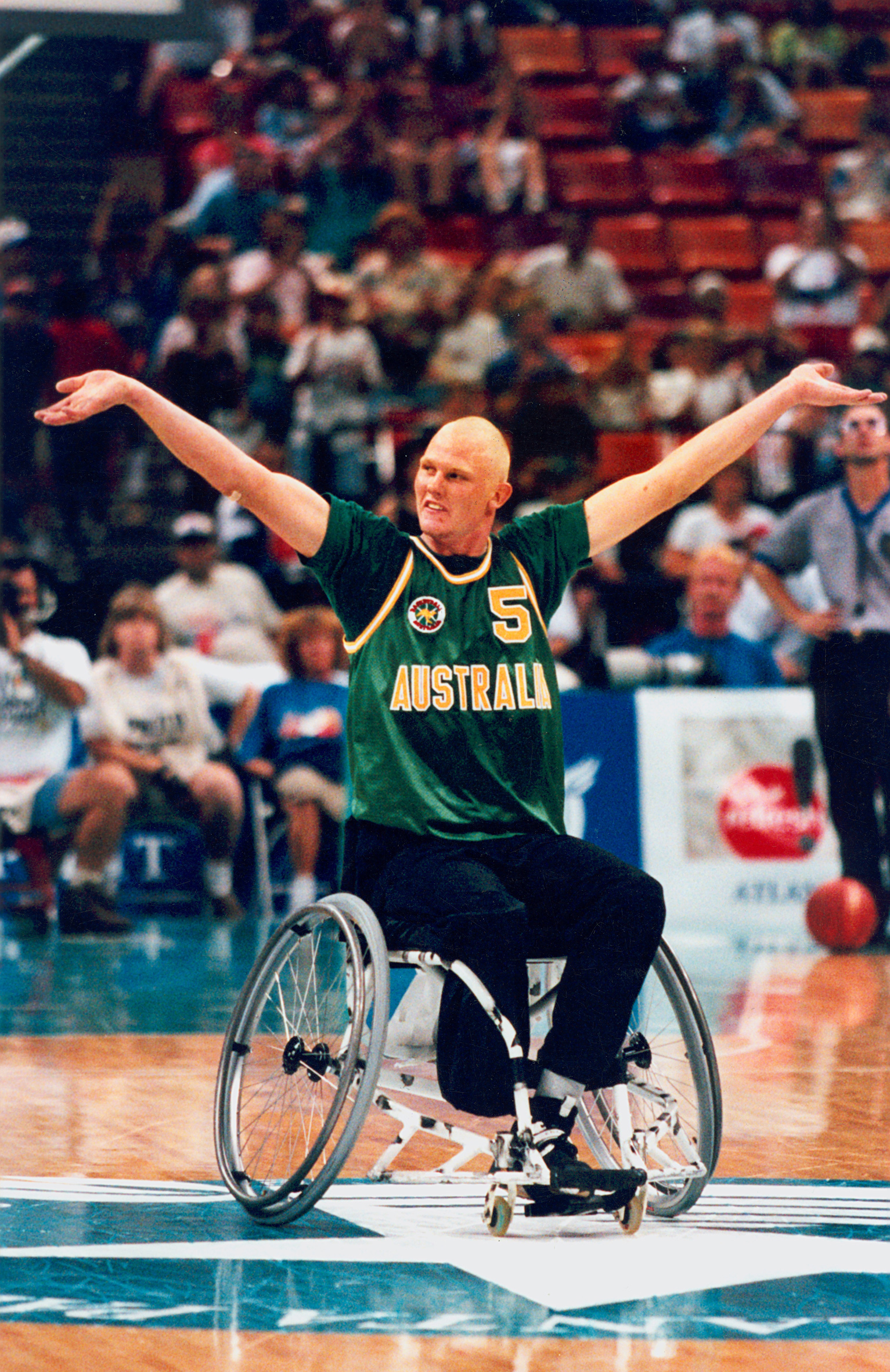
Joueur de handibasket Troy Sachs.

Soixante des cent-quatre nations participantes remportèrent au moins une médaille. Les dix nations au sommet du tableau des médailles furent:
| Rang | Nations         | Médaille d'or, Jeux paralympiques | Médaille d'argent, Jeux paralympiques | Médaille de bronze, Jeux paralympiques | Total |
| ---- | --------------- | --------------------------------- | ------------------------------------- | -------------------------------------- | ----- |
| 1re  | États-Unis      | 47                                | 46                                    | 65                                     | 158   |
| 2e   | Australie       | 42                                | 37                                    | 27                                     | 106   |
| 3e   | Allemagne       | 40                                | 58                                    | 51                                     | 149   |
| 4e   | Grande-Bretagne | 39                                | 42                                    | 41                                     | 122   |
| 5e   | Espagne         | 39                                | 31                                    | 36                                     | 106   |
| 6e   | France          | 35                                | 29                                    | 31                                     | 95    |
| 7e   | Canada          | 24                                | 22                                    | 24                                     | 70    |
| 8e   | Pays-Bas        | 17                                | 11                                    | 17                                     | 45    |
| 9e   | Chine           | 16                                | 13                                    | 10                                     | 39    |
| 10e  | Japon           | 14                                | 10                                    | 13                                     | 37    |

## Galerie

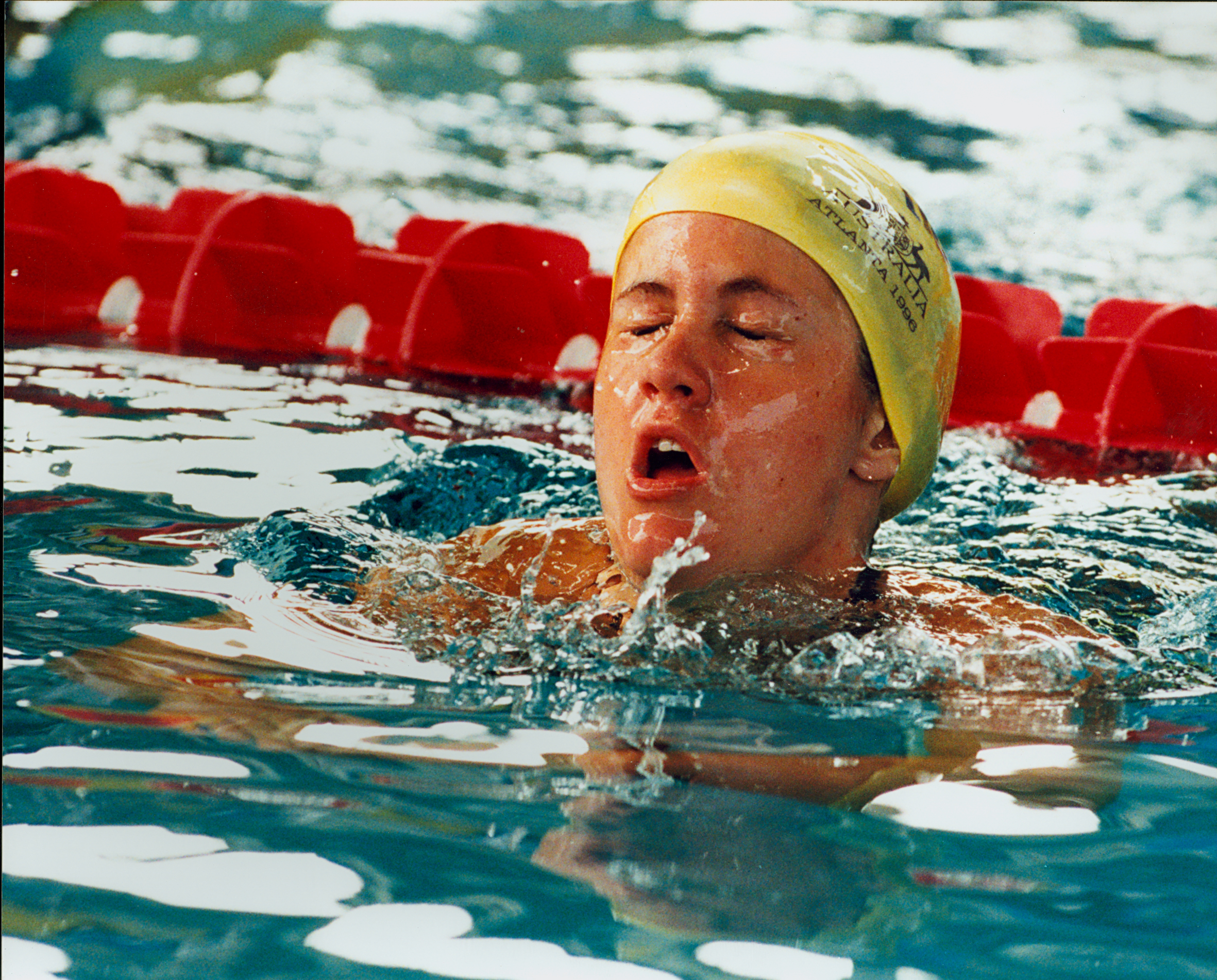
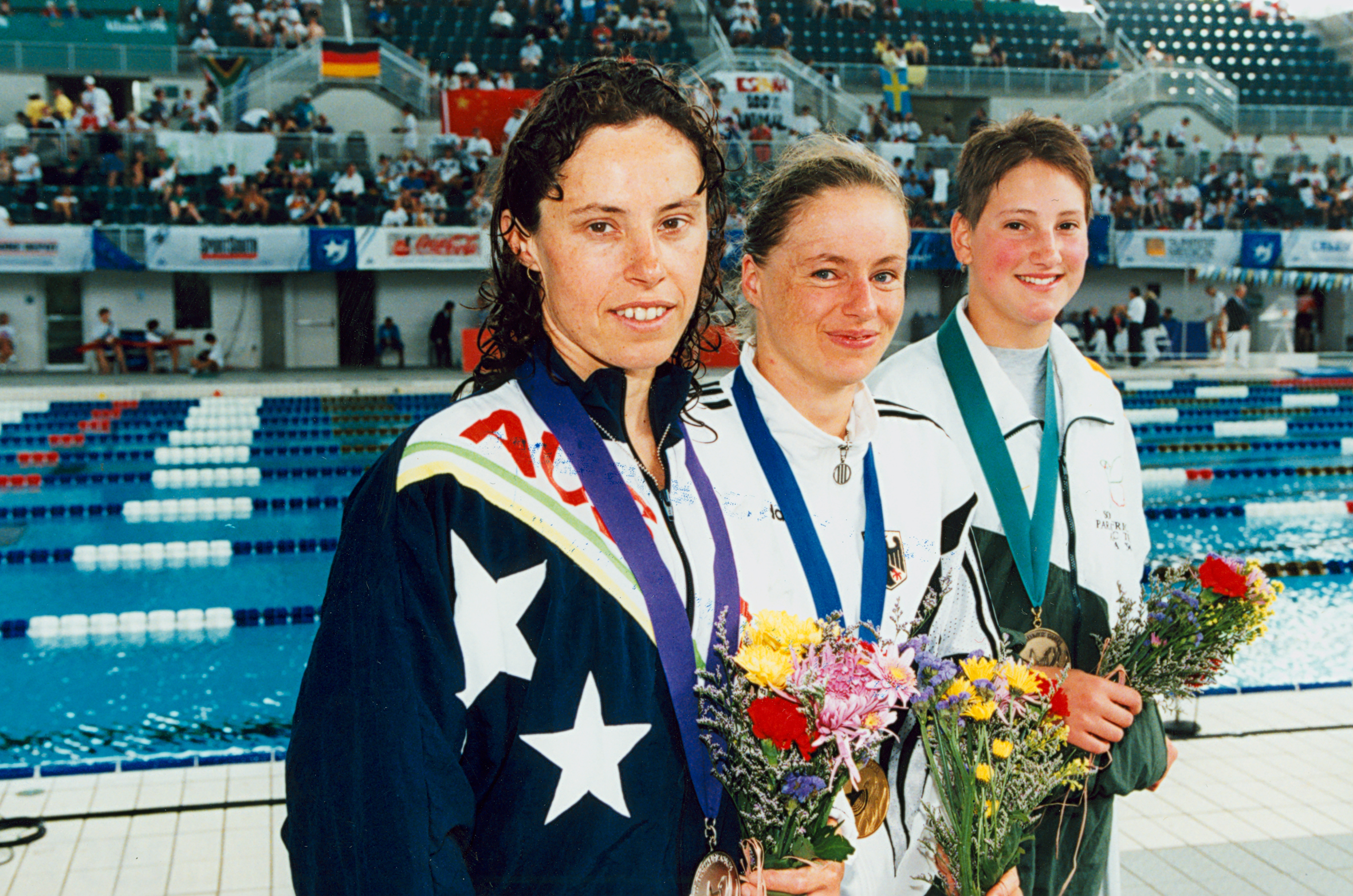
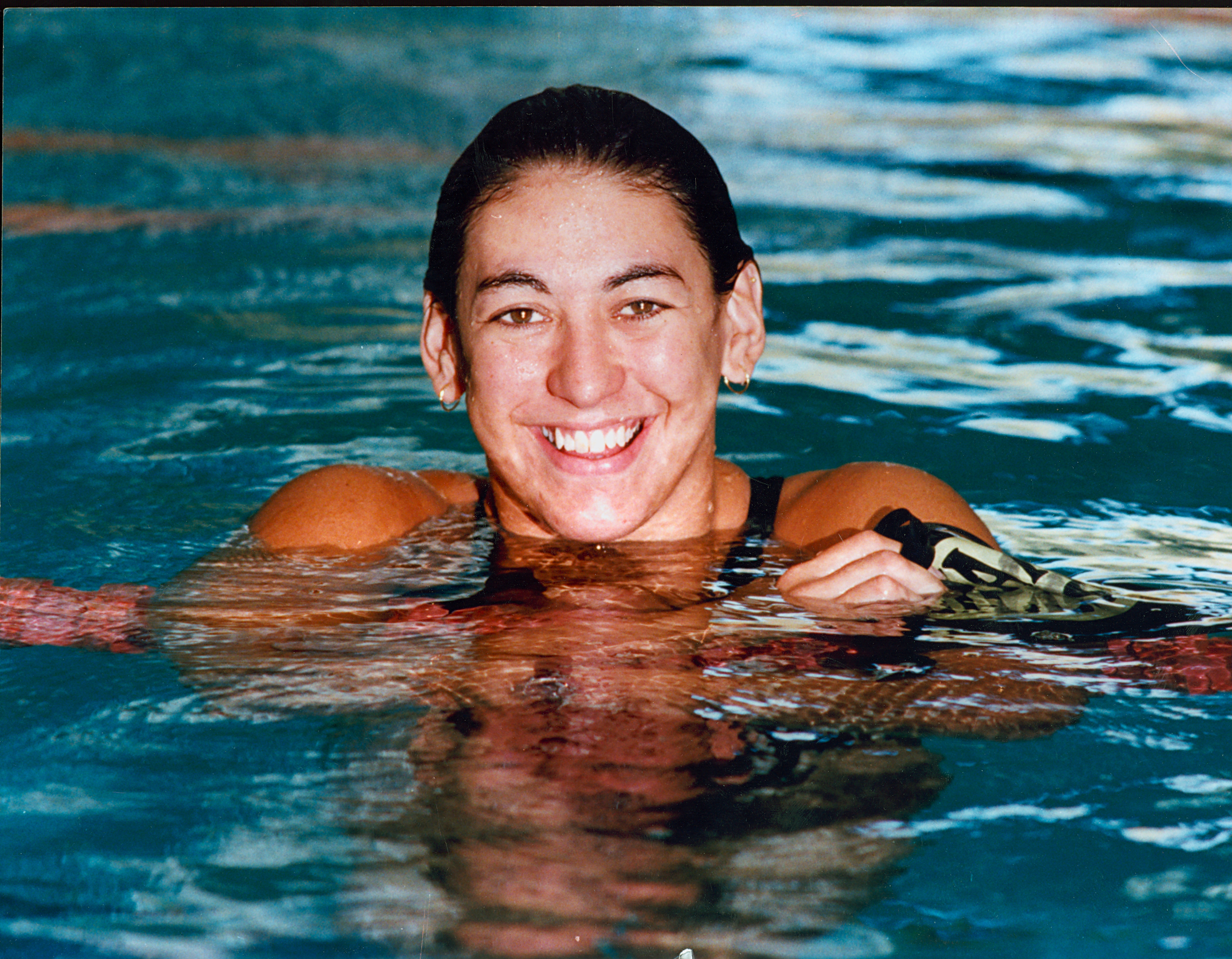
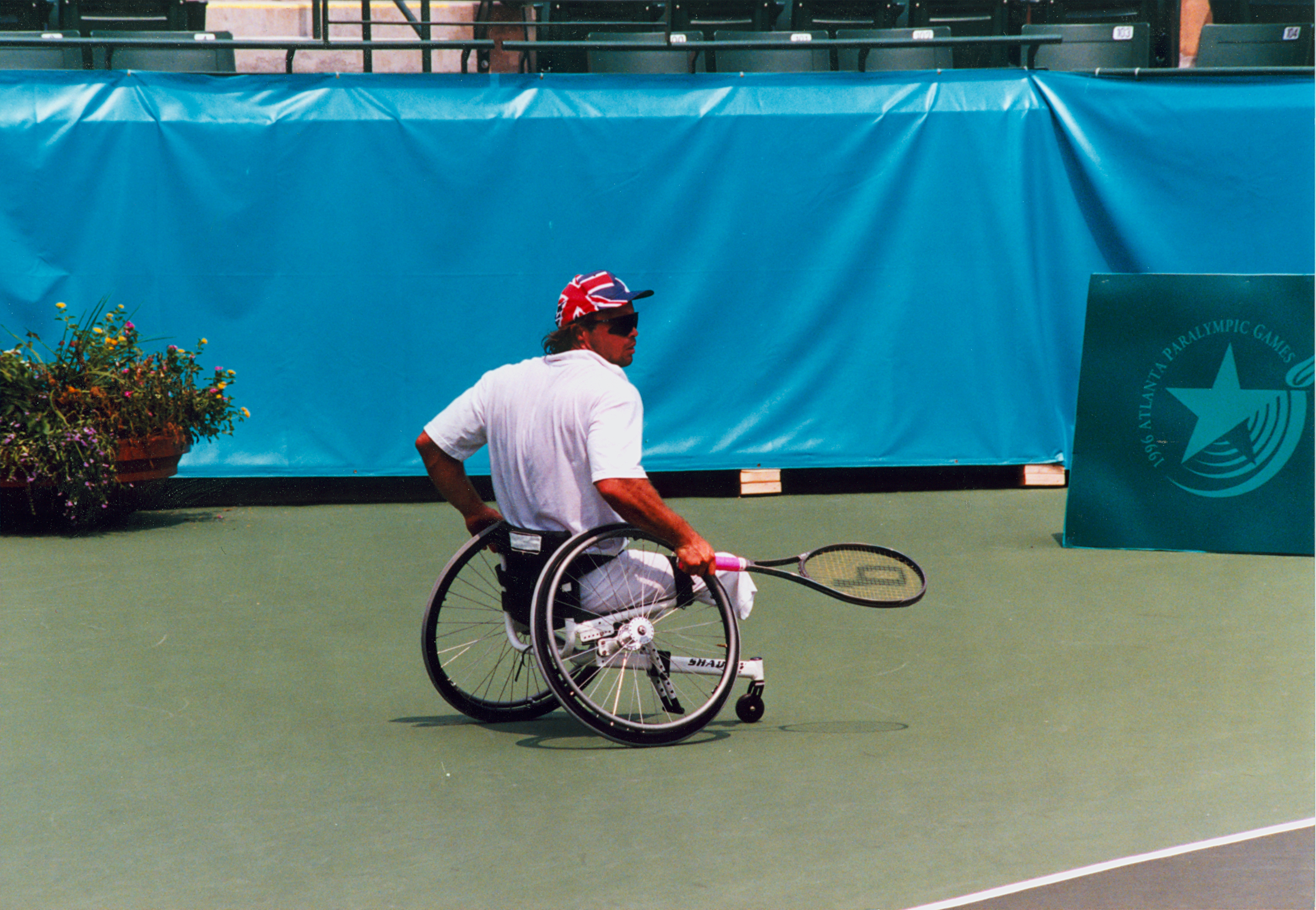